# Devil's film
Devil's Film est un studio pornographique américain dont le siège est situé à Canoga Park, en Californie (États-Unis), produisant des films gonzos dont plus de 1 000 en 2009.
Joey Silvera notamment y fait ses débuts de réalisateur au début des années 1990, avant de travailler avec "Evil Angel".

## Récompenses
- 2007 AVN Award - Best Transsexual Series pour Transsexual Prostitutes[4],
- 2008 AVN Award - Best Transsexual Series pour Transsexual Prostitutes[4],
- 2008 AVN Award - Best Transsexual Release pour Transsexual Babysitters 2[4],
- 2009 AVN Award - Best Transsexual Series pour Transsexual Babysitters[5],
- 2009 AVN Award - Best Orgy/Gang Bang Series pour Cream Pie Orgy[5],
- 2009 AVN Award - Best Transsexual Release pour America's Next Top Tranny 2[5].

## Filmographie sélective
Séries :
- "Gangland" # 1-75…,
- "50 Guy Cream Pie" #1-8,
- "Teen Tryouts : Audition Series",
- "Swallow Me POV" #1-8…,
- "Black Gangbangers" # 1-14,
- "Blacks In Blondes"  #1-5,
- "Gangland White Boy Stomp" # 1-18,
- "Fresh Teen Ass" (1-6),
- "Blow Bi Blow" (1-5),
- "Transsexual Prostitutes" #1- 36,
- "Wanna Fuck My Daughter Gotta Fuck Me first",
- "Wanna Fuck My Wife Gotta Fuck Me",
- "Bi Sex",
- "Cream Pie For The Straight Guy" #1-8,
- "Cream Pie Orgy" #1-13,
- "Fat And Ready To Fuck" #1-6,
- "Cum On My Hairy Pussy" #1-14,
- "Tight And Asian" #1-6,
- "18 Year Old Love Black Cock"  #1-6.

"Parodies" :
- "Husbands Teaching Wives How To Suck Cock  # 2" avec Heather Dee, Totally Tabitha ;
- "Mothers Teaching Daughters How To Suck Cock # 5" ;
- "This Isn't The Twilight Saga Eclipse : The XXX Parody" avec Jenna Haze, Audrey Hollander, Phyllisha Anne ;
- "Jon & Kate Fuck Eight" avec Riley Evans, Frankie Young, Evie Delatosso, Amy Starz, Ashton Pierce, Kristy West ;
- "This Isn't Mad Men" avec Phoenix Marie, Jack Vegas, Sierra Skye, Nikki Daniels, Sindee Shay, Tommy Gunn, Scott Lyons ;
- "This Isn't Big Love : The XXX Parody" avec Aurora Snow, Dirty Harry, Vanessa Videl, Jack Lawrence, Ariella Ferrera, Gabriel Dalessandro, Lina Paige.